# Georges de Rham
Georges de Rham (* 10. September 1903 in Roche VD, Vaud; † 9. Oktober 1990 in Lausanne) war ein Schweizer Mathematiker.

## Leben
De Rham ging in Lausanne auf das humanistische Gymnasium und studierte ab 1921 Biologie, Chemie und Physik an der Universität Lausanne, was er aber später zu Gunsten der Mathematik aufgab. 1925 erwarb er das Lizenziat in Lausanne und studierte ab 1926 weiter in Paris, wo er 1931 bei Henri Lebesgue promoviert wurde. Ein Semester verbrachte er 1930/31 an der Universität Göttingen.
1932 wurde er Privatdozent an der Universität Lausanne. 1936 wurde er außerordentlicher Professor an der École polytechnique fédérale de Lausanne und gleichzeitig an der Universität Genf. 1943 wurde er ordentlicher Professor an der Universität Lausanne und 1953 ordentlicher Professor in Genf. In Lausanne wurde er 1971 emeritiert, in Genf 1973, blieb aber weiter an der Universität. Im Laufe seiner Karriere hatte er einige Gastprofessuren inne: 1949/50 in Harvard und 1950 am Institute for Advanced Study in Princeton, später dann (1957/58) noch ein zweites Mal. Am Tata Institute of Fundamental Research in Bombay war er 1966.
1931 gelang ihm in seiner Dissertation der damals schwierige Beweis der Homotopieinvarianz der nach ihm benannten Kohomologie, die schon von Henri Poincaré und Élie Cartan vermutet worden war. Später führte er das Konzept der Ströme (französisch courants) als Erweiterung des Distributionen-Konzepts von Laurent Schwartz auf Mannigfaltigkeiten ein.
1963 bis 1966 war er Präsident der International Mathematical Union. Er war Mitglied der Académie des sciences (Institut de France), der Göttinger Akademie der Wissenschaften und der Accademia dei Lincei.
De Rham erhielt den Preis der Fundation Marcel Benoist und den Preis der Stadt Lausanne. Er war Ehrendoktor der Universitäten von Straßburg, Grenoble, Lyon und der ETH Zürich.

## Schriften
- Sur l’analysis situs des variétés à n dimensions, Dissertation, Paris, 1931
- Variétés différentiables: formes, courants, formes harmoniques. Paris² 1955
- Differentiable Manifolds: Forms, Currents, Harmonic Forms. Berlin, 1984. (Grundlehren Math. Wiss.; 266) ISBN 3-540-13463-8.
- [Sammlung:] Œuvres mathématiques.  Genève: L'Enseignement mathématique, Université de Genève, 1981
- L'Argentine: description de vingt itinéraires d'escalade précédée de quelques considérations sur leurs difficultés et leurs dangers. Lausanne, 1944.